# Силилазид
Силилазид — химическое соединение,
алкил- и азидпроизводное моносилана
с формулой SiH3N3,
бесцветная жидкость.

## Получение
- Реакция трисилиламина и азотистоводородной кислоты:

{\displaystyle {\mathsf {(SiH_{3})_{3}N+4HN_{3}\ {\xrightarrow {}}\ 3SiH_{3}N_{3}+NH_{4}N_{3}}}}

## Физические свойства
Силилазид образует бесцветную жидкость.
В вакууме медленно разлагается с выделением моносилана.